# José Antonio Rodríguez (football)
Pour les articles homonymes, voir José Antonio Rodríguez, José Rodríguez et Rodríguez.
José Antonio Rodríguez Fernández (né à La Havane le 3 mars 1912 et mort en 1978) est un footballeur cubain, qui évoluait au poste de demi centre.

## Biographie

### Club
Rodríguez, le demi centre, évolue dans le championnat de Cuba dans l'équipe du Centro Gallego (es).
Pour l'introduction de la ligue professionnelle mexicaine lors de la saison 1943–1944, il est recruté par Asturias (es) et remporte le troisième et dernier championnat du club (en incluant les éditions amateures). Pour la saison 1944–1945, Rodríguez rejoint son compatriote Juan Tuñas chez le grand rival, le Club España, avec lequel il remporte le 15e et dernier titre de champion de l'histoire des Españistas depuis 1914.

### International
Rodríguez est également international cubain et participe à la coupe du monde 1938 en France.
Lors de cette compétition, Cuba fait d'abord un match nul 3 buts partout en huitième de finale contre la Roumanie le 5 juin 1938. Un match d'appui a alors lieu le 9 juin et Cuba l'emporte sur un score de 2 buts à 1. Après avoir passé le 1er tour, les Cubains sont écrasés sur un score sans appel de 8 à 0 par la machine suédoise en quarts de finale.